# Kanuan
Kanuan é uma vila localizada na taluca de Mohammadabad, no distrito de Ghazipur, no estado de Uttar Pradesh, na Índia. A vila tem uma área total de 419.9 hectares. De acordo com o Censo Demográfico de 2011, tinha um total de 440 famílias residentes e uma população total de 3.112.

## História
Amarupur foi fundada pelo filho de Bhairav Shah, Bishen Shah, na área de Karail.
O que é narrado em 'Shri Pothi Bansauri' nestes versos:

Narayen sut chari pratham Madho kahi gayo,

Sur sarita tat gram Kundesari nam kahayo,

Dujo bhaye Mahesh nam jehi param ujagar,

Narayanpur gram base subh gun ke agar,

Teejo Gondaur me base Sarangdhar jo naav,
                                  
Chautho Purusotim kahi basev Mushurdev gaav.

(Tradução em português: Narayan Shah teve quatro filhos, o mais velho deles Madhav Rai estabeleceu a vila Kundesar, às margens do rio Ganges. O segundo filho Mahesh Rai estabeleceu Narayanpur. O terceiro filho, Sarangdhar Rai, ficou em Gondaur, enquanto o quarto e mais jovem deles, Purushottam Rai, mudou para chhawani Musurdeva.)